# Enskild egendom
Enskild egendom är i familjerätt egendom som är undantagen från grundregeln i 7 kap 1 § äktenskapsbalken (ÄktB) att makars egendom är giftorättsgods.
Konsekvensen av att egendomen inte är giftorättsgods är att egendomen inte ska bodelas.
Enligt 7 kap 2 § ÄktB är enskild egendom 
1. egendom som till följd av äktenskapsförord är enskild,
2. egendom som en make har fått i gåva av någon annan än den andra maken med det villkoret att egendomen skall vara mottagarens enskilda,
3. egendom som en make har erhållit genom testamente med det villkoret att den skall vara mottagarens enskilda,
4. egendom som en make har ärvt och som enligt testamente av arvlåtaren skall vara mottagarens enskilda,
5. egendom som en make erhållit genom förmånstagarförordnande vid livförsäkring, olycksfallsförsäkring, sjukförsäkring eller pensionssparande enligt lagen (1993:931) om individuellt pensionssparande som tecknats av någon annan än den andra maken med det villkoret att egendomen skall vara mottagarens enskilda,
6. vad som har trätt i stället för egendom som avses i 1--5, om inte annat har föreskrivits genom den rättshandling på grund av vilken egendomen är enskild.[3]

Avkastning av enskild egendom är giftorättsgods, om inte annat har föreskrivits.